# Lev v zimě (film, 1968)
Lev v zimě je film inspirovaný životem Jindřicha II. Plantageneta, jako podklad pod film posloužila stejnojmenná divadelní hra Jamese Goldmana. Režie se ujal Anthony Harvey.
V roli Jindřicha II. Plantageneta se zde představil Peter O'Toole, ve skutečnosti o mnoho mladší než Jindřich v době, kdy se má hra odehrávat, a v hlavní ženské roli Eleonory Akvitánské mu zde sekundovala Katharine Hepburnová. Ve vedlejších rolích se zde objevili Timothy Dalton jako francouzský král Filip a Anthony Hopkins jako Richard, syn krále Jindřicha II. Plantageneta.
Film byl oceněn třemi Oscary: Za nejlepší ženskou hlavní roli (Katharine Hepburnová), za nejlepší adaptovaný scénář (James Goldman) a nejlepší filmovou hudbu (John Barry). V dalších čtyřech kategoriích byl film na Oscara nominován: Nejlepší herec v hlavní roli (Peter O'Toole), Nejlepší kostýmy (Margaret Furse), Nejlepší režie (Anthony Harvey) a Nejlepší film (Martin Poll). Film získal také dva Zlaté glóby a to jako nejlepší film a Peter O'Toole jako nejlepší mužský herec.
Druhá filmová verze pochází z roku 2003 a byla natočena režisérem Andrejem Končalovským.

## Děj
Děj filmu se odehrává v roce 1183 v rodině anglického krále Jindřicha II. Plantageneta na hradě Chinon v Anjou, kde se každý člen uchází o následnictví, či prosazuje každý svého kandidáta na trůn. Král Jindřich povolá své tři syny, aby jim sdělil, kdo se stane jeho nástupcem na trůně. A také povolává uvězněnou manželku Eleonoru. Nejmladší syn Jan je jeho tajným favoritem, jedná se o budoucího krále Jana Bezzemka. Jeho nejstarší syn Richard, budoucí král Richard Lví srdce, je naopak favoritem královny Eleonory. Prostřední syn Geoffrey nemá důvěru ani jednoho z rodičů, ale je o něm uvažováno jako o kancléři budoucího panovníka. Do tohoto boje se dále zaplétá francouzský král Filip, který zde hledá nejvhodnějšího kandidáta pro své plány do budoucna. Politická situace v zemi však není jednoduchá a země potřebuje silného vůdce. Blíží se zima a situace se vyostřuje. Královna Eleonora i přes nesčetné pokusy sesadit krále má manžela pořád svým způsobem ráda a král ji. V rozhodujících chvílích drží při sobě. Pozoruhodné drama končí nezvolením následníka a všichni aktéři opouštějí hrad.